# Unteregg (Gemeinde St. Jakob in Defereggen)
Unteregg ist eine Rotte der Fraktion Außerrotte in der Gemeinde St. Jakob in Defereggen im Defereggental (Osttirol).

## Geographie
Unteregg liegt an der sonnenseitigen Talseite des Defereggentals nördlich der Schwarzach. Der Ort entstand linksseitig an einer aufgeschobenen Hangmoräne an der Ausmündung des Tögischer Bachls. Westlich bzw. am gegenüberliegenden Ufer des Tögischer Bachls liegt Oberegg, im Nordosten, hoch über dem Defereggental die Rotte Tögisch. Weitere benachbarte Ortschaften sind südlich der Schwarzach die Rotten Lacken im Süden und St. Leonhard im Osten. Das Zentrum der Gemeinde befindet sich rund 1,5 Kilometer westlich von Unteregg. Mit Ausnahme eines Gebäudes liegen alle Häuser von Unteregg nördlich der Defereggentalstraße.
Unteregg besteht aus 16 Hausnummern. Es umfasst die Hofstellen Lackschuster (Außerrotte 9), Pfunder (Außerrotte 13), Jargl (Außerrotte 15), Gustn (Außerrotte 16), Lang Maiger (Außerrotte 18), Matlis (Außerrotte 28), Poltn (Außerrotte 27) und Bodler (Außerrotte 32). Als einziger aktiver landwirtschaftlicher Betrieb hat sich jedoch nur der Bauernhof Jargl erhalten.

## Geschichte
Im Mittelalter wurden im Bereich des Tögischer Bachls zwei Schwaigen Schwaigen (Urhöfe) gegründet. Es waren dies die Schwaigen Oberegg und Unteregg bzw. Unteregge, wobei Unteregg unter (talauswärts) der aufgeschobenen Hangmoräne des Tögischer Bachls angelegt wurde. Von hier aus entstand als späte Raut (Neurodung) das Lerch (Lärch) nordöstlich von Unteregg. Die Untereggerschwaige unterstand der Grundherrschaft der Herren von Hebenstreit zu Glurnhör und Mauer. Mitte des 19. Jahrhunderts beschränkte sich der Großteil der Siedlung Unteregg noch auf mehrere Bauernhöfe um den heute noch bestehenden Bauernhof Jargler, das Ufer des Tögischer Bachls war zu jener Zeit noch unbesiedelt.
1923 lebten in der Rotte 23 Menschen in fünf Häusern, 1951 war die Siedlung auf 52 Menschen in neun Häuser angewachsen, 1961 lebten 42 Menschen in elf Häusern. 1971 waren es 40 Menschen in 12 Häusern, im Jahr 1981 umfasste Unteregg 12 Gebäude, von denen acht bewohnt waren und 21 Einwohner.

## Bauwerke und sakrale Kunst
Für Unteregg verzeichnet das Tiroler Kunstkataster drei Einträge. Das Wegkreuz Jargl stammt aus der zweiten Hälfte des 19. Jahrhunderts und zeigt im geschlossenen Bretterkasten einen Corpus im Dreinageltypus. Neben dem Jagler-Hof befindet sich das zweigeschoßiges Wohngebäude eines Paarhofes, dessen Wirtschaftsgebäude nicht mehr existiert. Das Haus in dessen Giebelfeld sich die Jahreszahl 1750 findet ist ein Kantblockbau über rechteckigem
Grundriss unter schindelgedecktem Blockpfettendach. Die Fenster stammen großteils aus dem 19. Jahrhundert, es finden sich aber auch noch Teile der ursprüngliche Befensterung. Beim Gebäude Außerrotte 19 handelt es sich um ein Wohnhaus aus dem Beginn des 20. Jahrhunderts, das in Formen der regionalen, bäuerlichen Architektur errichtet wurde.